# VISTA college
Het VISTA college is een regionaal opleidingencentrum (ROC) voor middelbaar beroepsonderwijs in de regio Zuid-Limburg en Venlo in de Nederlandse provincie Limburg.
VISTA is op 19 augustus 2019 ontstaan uit een fusie tussen ROC Leeuwenborgh en het Arcus College. De school is gevestigd op 14 locaties in Limburg, telde anno 2019 230 opleidingen, en had toen ruim 13.000 mbo-studenten.
VISTA biedt opleidingen en cursussen aan in de sectoren economie, educatie, CIOS, handel, techniek, toerisme, uiterlijke verzorging, veiligheid en zorg en welzijn. VISTA biedt zowel beroepsopleidende leerweg (BOL) en beroepsbegeleidende leerweg (BBL) -opleidingen aan.

## Locaties
Beek
- Stationstraat
- De Haamen
- Maastricht Airport

Heerlen
- Valkenburgerweg
- Schandelermolenweg
- Henri Dunantstraat

Maastricht
- Sibemaweg (Scharn)

Sittard
- Arendstraat
- Doctor Hub van Doorneweg (VDL NedCar, Born)
- Sportzone

Venlo
- Hagerhofweg (inpandig bij College Den Hulster)